# Matka Boża Pocieszenia z Czermnej

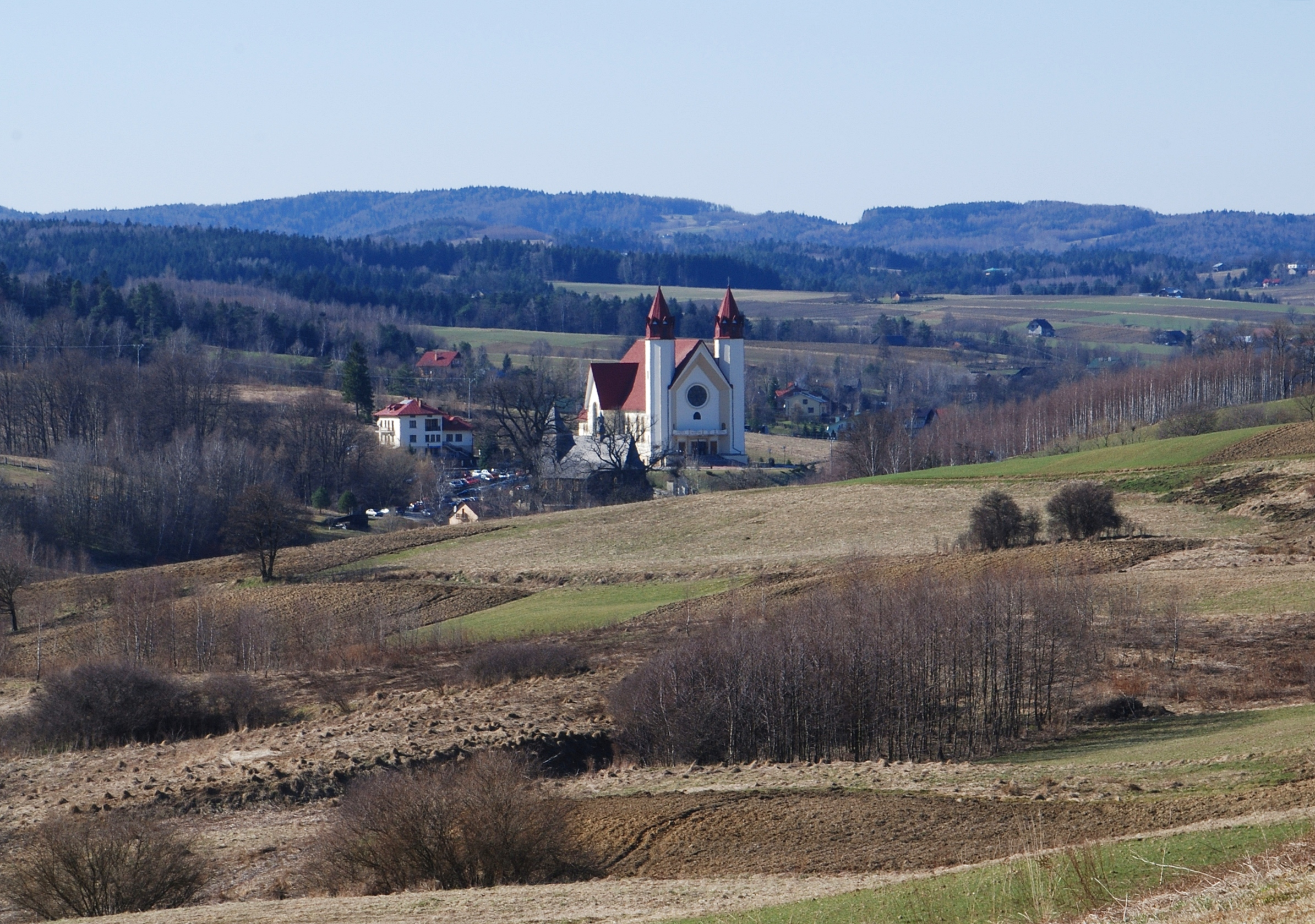
Sanktuarium Matki Bożej Czermneńskiej (we wnętrzu znajduję się obraz Matki Bożej).

Obraz Matki Bożej Pocieszenia (Matki Bożej Czermneńskiej) – cudowny wizerunek Maryi z Dzieciątkiem Jezus znajdujący się w Czermnej w powiecie tarnowskim, w województwie małopolskim.

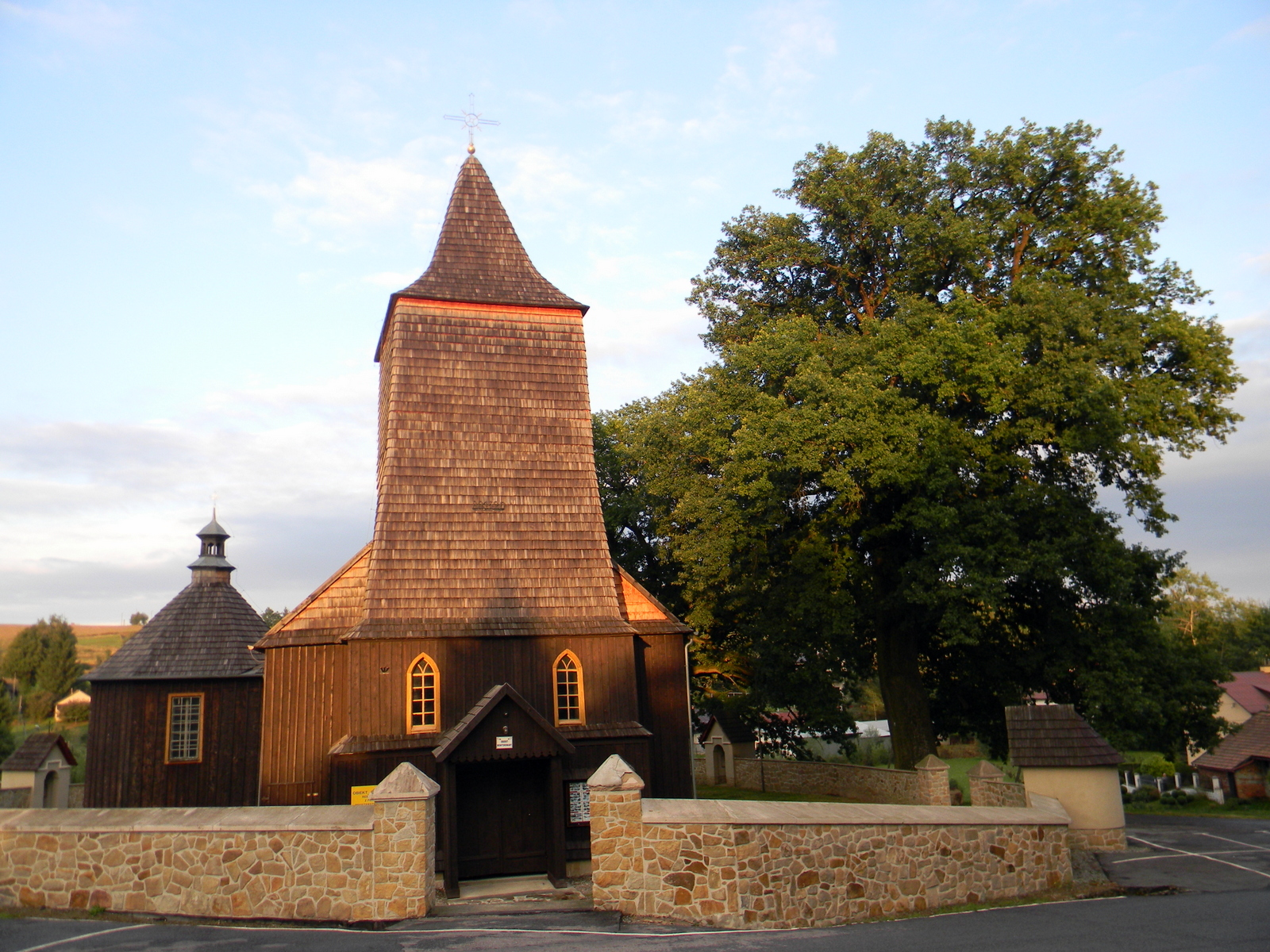
Stary kościół w Czermnej, wcześniejsze miejsce przechowywania wizerunku NMP.

Obraz znajduje się w głównym ołtarzu nowego kościoła sanktuaryjnego. 

## Historia
Obraz Matki Bożej Pocieszenia pochodzi z lat 1520–1532, namalowany jest na dębowej desce, a podobrazie zostało zmontowane z trzech desek lipowych. Obraz w kształcie stojącego prostokąta posiada wymiary 180 x 101 cm. Autor obrazu jest nieznany. Pierwsza historyczna wzmianka o obrazie Matki Boskiej z Czermnej pochodzi z aktu wizytacji kanonicznej z 1602. Wizerunek znajdował się w ołtarzu głównym (świadczyło to o wielkiej czci i być może już rozwiniętym kulcie). Wizerunek wówczas nie był przemalowany i przedstawiał Matkę Bożą Wniebowziętą, w ikonograficznej terminologii określaną mianem „Assunta” w sztuce nazywana jako Madonna Apokaliptyczna. Obraz nawiązuje do Księgi Apokalipsy świętego Jana: „Niewiasta obleczona w słońce i księżyc u jej stóp, a na głowie jej korona z gwiazd dwunastu” (12,1).  Według lokalnej tradycji miał być przywieziony z Czech lub Niemiec. W 1997 odbyła się generalna konserwacja, zdjęto wówczas nałożoną na obraz sukienkę i koronę, odkryto wówczas, że obraz był dwukrotnie przemalowany i nie pochodzi z ok. 1700 r. jak wcześniej sądzono. W prawym dolnym rogu odnaleziono namalowanego fundatora wizerunku. Znaleziono też ślady po zawiasach, świadczące, że obraz był kiedyś środkową częścią tryptyku. W czermneńskim wizerunku łączy się dwoistość stylu i kompozycji. Postacie Madonny i Dzieciątka wskazują na renesans (wiek XVI), natomiast tło obrazu wskazuje styl gotycki (wiek XIII – XV). W niektórych szczegółach obraz Matki Bożej Pocieszenia przypomina wizerunek Matki Boskiej znajdujący się w klasztorze Kanoników Regularnych w Krakowie. Po zakończeniu konserwacji obraz Matki Bożej Pocieszenia został uroczyście odsłonięty 29 sierpnia 1998 roku w czasie Mszy św. pod przewodnictwem ks. bpa tarnowskiego Wiktora Skworca i abpa Tadeusza Kondrusiewicza z Moskwy. 
Obraz znajdował się w głównym ołtarzu kościoła św. Marcina. Obecnie umieszczony jest w nowym kościele (sanktuarium), w starym kościele znajduje się jego kopia. Obraz umieszczony jest w specjalnej kasecie przeciwwłamaniowej. Zasłaniany jest obrazem przedstawiającym Pana Jezusa Ukrzyżowanego na tle Jerozolimy. Codziennie obraz jest uroczyście odsłaniany i zasłaniany przy dźwięku fanfar. 

## Opis
Matka Boża jest frontalnie ustawiona do widza, zwrócona lekko ku Dzieciątku Jezus. Spogląda przed siebie dotykając policzkiem głowy swego syna. W prawej ręce trzyma berło, a w lewej Jezusa. Jej prawe ucho jest odsłonięte. Dzieciątko Jezus jest owinięte do połowy pieluszką i siedzi na lewej ręce Maryi. Ma na sobie ozdoby z korali: naszyjnik z paciorków i bransolety na obydwu rączkach. Twarz Matki Boskiej i Jezusa są skupione a policzki zaróżowione. Oczy ich są szeroko otwarte. Matka Boska dzierży w prawej dłoni berło, osłaniając równocześnie tą ręką Dzieciątko, a mały Jezus podtrzymuje prawą rączkę na jabłku opartym na swoim kolanie, lewa dłoń opuszczona jest swobodnie w dół. Cała postać Madonny otoczona jest aureolą w promienie. Głowę Matki Boskiej i jej syna otaczają złociste aureole na które nałożone są korony. Nad postaciami dwaj aniołowie którzy trzymają okazałą z drogimi kamieniami, złocistą koronę. Maryja ma bogato zdobioną szatę w odcieniach zieleni i purpury. Pod stopami Maryi księżyc spod którego wygląda głowa anioła ze skrzydłami. Tuż przy ramie, w prawym dolnym rogu, klęczy u stóp Matki Bożej mały człowieczek, ze złożonymi do modlitwy rękami. Prawdopodobnie to fundator wizerunku (mógł być nim ówczesny proboszcz parafii). Tło to gęsta ściana lasu sięgająca wysokości twarzy Matki Jezus. Na samym dole obrazu leśna polana z piaszczystym terenem oraz kamieniami i mchem. Górne tło obrazu jest złote.

## Kult
W zbiorach Biblioteki Jagiellońskiej w dziale rękopisów Pawła Żegoty z roku 1654 obraz Matki Bożej Czermneńskiej jest wymieniony między obrazami cudownymi w Polsce. Do pierwszych świadectw o cudowności wizerunku należy zapis z 1654 roku. Według przekazu do Czermnej miały przybywać liczne pielgrzymki zwłaszcza na tzw. Odpust Mariański (obchodzony w niedzielę po św. Augustynie – wspomnienie 28 sierpnia). 30 sierpnia 1931 roku ks. Stefan Pawłowski pismem do kurii tarnowskiej rozpoczął starania o koronację wizerunki Matki Boskiej Pocieszenia. Koronacja ta odbyła się 28 sierpnia 2011 r., której dokonał biskup tarnowski Wiktor Skworc, złote korony dla Maryi i Dzieciątka zaprojektował ks. prałat Tadeusz Bukowski. Od 26 sierpnia 2007 roku świątynia w Czermnej została podniesiona do rangi sanktuarium. W parafii istnieje specjalna Księga Łask, założona 2 lutego 1929 r. W ostatnich latach w parafii odnotowano 67 świadectw doznanych cudów. Za zgodą bpa Leona Wałęgi, pismem z dnia 1 maja 1930 r. powołano w parafii Arcybractwo Matki Bożej Pocieszenia. Charakterystyczną cechą sanktuarium jest specjalna litania do Matki Bożej Czermneńskiej (ułożona na wzór litanii do Imienia Jezus) często śpiewana oraz modlitwa do Matki Bożej Pocieszenia – Czermneńskiej. Wierni często śpiewają Godzinki o Matce Bożej Pocieszenia oraz pieśni maryjne zwłaszcza parafrazę znanej pieśni: „Do Ciebie Matko, Szafarko łask” tj.: 
Czermneńska Pani, Szafarko łask, Do Ciebie modły w ciąż płyną;
Twa dobroć świeci nad słońca blask, Nadzieją Tyś nam jedyną
W cierpienia czas, pomocą darz, I nieustannie wspieraj nas!
Na każdy czas, Pociechą darz! Czermneńska Pani, ratuj nas!
Pięć dni przed ostatnią niedzielą sierpnia trwa Wielki Odpust ku czci Matki Bożej z Czermnej. W każdą środę odbywa się nieustająca nowenna. Od maja do września w I sobotę miesiąca odbywa się Apel Maryjny. Przy obrazie znajduję się wiele wotów dziękczynnych składanych przez wiernych oraz dawna sukienka założona na obrazie NMP Pocieszenia. Do sanktuarium przybywa wielu pielgrzymów, zwłaszcza z okolicy.